# Johann Friedrich Heinrich Effler
Johann Friedrich Heinrich Effler (geboren 7. Oktober 1772 in Höxter; gestorben 31. Oktober 1837 in Nienburg/Weser) war ein deutscher evangelischer Geistlicher, Hofmeister, Lehrer, Erzieher und Schulleiter, Pastor und Superintendent.

## Leben
Effler wurde 1772 in Höxter als Sohn eines Arztes geboren. Er besuchte die Schule in Einbeck, wo sein Vater das Einbecker Waisenhaus leitete und Hausandachten hielt, seine Mutter sich um die Waisenkinder kümmerte. Nach seinem Abitur 1790 studierte er Theologie an der Universität Göttingen. 1793 nahm er bei dem in Drakenburg an der St.-Johannis-der-Täufer-Kirche tätigen Friedrich Karl Eichhorn eine Stelle als Hauslehrer an. Dort unterrichtete er neben zwei Pfarrkindern auch die Söhne des Generals Friedrich Karl von Drechsel. Einer von Efflers Schülern schrieb über ihn, dass der als ernst und milde bezeichnete Hauslehrer seine Schüler zum Lernen motivieren konnte. Nach Eichhorns Tod übernahm Effler 1796 die Stelle als Hauslehrer bei dem in Einbeck tätigen Drost Eberhard Friedrich Heinrich Heinichen, bei dem er sich auf sein theologisches Abschluss-Examen vorbereitete, das er 1799 in Hannover ablegte.
In Hannover bekam Effler durch Vermittlung des kurhannoverschen Hofrates Johann Georg Heinrich Feder, der dort das Georgianum leitete, die Stelle des Hofmeisters an dieser Schule, an der er dann sowohl als Lehrer als auch als Erzieher für den männlichen adeligen Nachwuchs wirkte. 1804 vermittelte ihm der am Kloster Loccum tätige Abt Johann Christoph Salfeld die Stelle des dritten Predigers an der Münster- und der Marktkirche in Hameln. Dort rückte Effler 1806 auf die Stelle des zweiten Predigers auf. Verdienste erwarb er sich insbesondere während der Besatzung 1805 und 1806 durch fremde Truppen und im Kranken- und Sterbenden-Dienst während der 1813 in Hameln grassierenden Typhus-Epidemie.
1816 erhielt Effler die Stelle sowohl als Superintendent in Osterode am Harz als auch als Schlossprediger an der Schlosskirche St. Jacobi, wo er gut 10 Jahre wirkte. Bei einem der innerhalb von acht Wochen im Jahr 1826 in Osterode ausgebrochenen Brände wurde Effler während der Brandbekämpfung beinahe von einem zusammenstürzenden Balken erschlagen. In der Folge zog er sich eine schwere Erkältung mit Bluthusten zu, von dem er erst näch länger Kur genesen konnte.
Nach seinem Wechsel nach Nienburg an der Weser 1826 engagierte sich Effler in der „völlige(n) Neugestaltung des Schulwesens“ insbesondere in dem 1824 neu erbauten „große(n) Schulhaus am Schloßplatz“. Auch die Einstellung eines zusätzlichen Lehrers am damaligen Progymnasium konnte Effler bewirkten.
Zudem engagierte er sich beim Ausbau der St.-Martins-Kirche. Daran beteiligt war der Architekt Emanuel Bruno Quaet-Faslem, der einen Neubau des gesamten Kirchenbaus plante, doch unter Effler wurden lediglich Veränderungen im Bereich des Chores umgesetzt. Zudem wurden die gräflichen Grüfte aufgrund von Einsturzgefahr aufgehoben und die Tumben der Grafen in den Bereich des Kirchturms versetzt.
Ein zunehmendes Brustleiden zwang ihn später zur Annahme eines Collaborators. Der zusätzliche Tod seiner Ehefrau und einer Tochter führten schließlich zu einem langjährigen Siechtum. Nach einem letzten Besuch bei einer verheirateten Tochter in Burgstemmen und der bald darauf eintreffenden Nachricht von der Geburt eines Enkels starb Effler am Reformationstag 1837.

## Grabkreuz
Effler wurde auf dem Nienburger Nordertor-Friedhof beigesetzt. Sein erhaltenes aus Metall gegossenes Grabkreuz wurde bei der Lauterberger Königshütte im Harz in Auftrag gegeben. Es wurde mit Kleeblatt-Formen schlicht verziert und im Stil der Neugotik ausgeführt. Das Eisenelement wurde mittig in einen teils dreiviertel-plastisch gehauenen Sandstein-Sockel eines ungenannten Bildhauers eingesetzt; im Zentrum ist zwischen zwei Flügeln ein Stundenglas als Zeichen der Vergänglichkeit ausformuliert.

## Archivalien
Archivalien von und über Johann Friedrich Heinrich Effler finden sich beispielsweise
- im Universitätsarchiv Göttingen in der Verzeichnung Abgangszeugnisse A-G für die Laufzeit von 1790 bis 1799, Archivsignatur UniA GOE Zeug. 7[8]